# Гіза

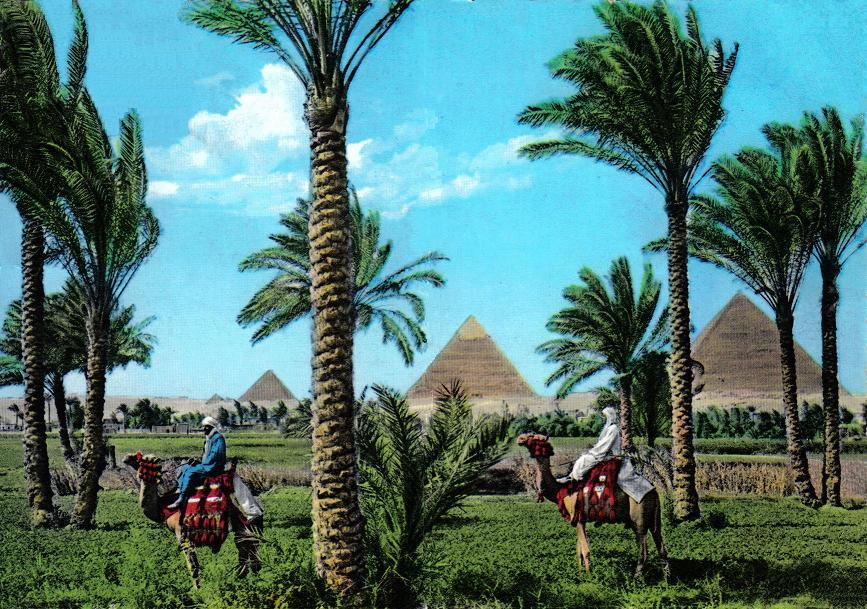
Піраміди Гізи на листівці 1960-х рр.

Гіза — місто в Арабській республіці Єгипет, у Верхньому Єгипті, на лівому березі Ніла, станція на залізниці Каїр — Асуан, південно-західне передмістя Каїра. Третє за чисельністю населення місто Єгипту.
Поблизу Гізи в Лівійській пустелі зберігся величний комплекс пірамід-гробниць фараонів Хеопса (Хуфу), Хефрена (Хафра) та Мікеріна (Менкаура), побудовані в 1-й половині III тис. Комплекс згадується в елліністичній літературі («сім чудес світу»). Поряд з ними розташувався Великий Сфінкс. В залах колишнього палацу віце-короля розміщується музей Єгипетської старовини.

## Етимологія
Коптське назву міста ϯⲡⲉⲣⲥⲓⲥ (і його варіант ϯⲡⲉⲣⲥⲓⲥ ⲛⲃⲁⲃⲩⲗⲟⲛ, Тіперсіс Вавилонський), яке можна перекласти як «перський» або «перси», пов'язане з Сасанидской окупацією Єгипту, при якій і були побудовані фортеці в нинішній Гізі і Вавилоні Єгипетському. Також, Євтихій призводить легенду про заснування фортеці Артаксерксом Охом, а Абу Саліх - неідентифікованим перським царем Хушем (можливо який був Сасанідський намісником) одночасно із заснуванням Каср аш-Шама.
У візантійський період південніше Гізи була розташована село Філакі (грец. Φυλακή) або Тірсо (копт. Ⲧⲉⲣⲥⲱ) (обидві назви означають «караул, сторожовий пост»), нинішня Тирса (араб. ترسا), яку не слід плутати з Гізою-Тіперсісом.
Арабська назва Аль-Джіза (єгип. араб. Аль-Гіза) має неясну етимологію. Існує рідкісний нерегулярний арабська (швидше за все арамейська за походженням) корінь, що означає «край, пліч» і навіть «сторінка», який Макрізі вважав основою цієї назви. Еверетт-Хіт припускав, що назва походить від єгипетського r-gs-ḥr «в стороні від висоти (пірамід)». Пейст говорить про іранський походження назви з середньоперс. diz «форт, фортеця», яким перси, за відсутністю кращого назви, називали піраміди.

## Клімат
Гіза знаходиться у зоні тропічних пустель. Найтепліший місяць — серпень із середньою температурою 28,9 °C (84 °F). Найхолодніший місяць — січень, із середньою температурою 13.3 °С (56 °F).
| Клімат Гізи             | Клімат Гізи | Клімат Гізи | Клімат Гізи | Клімат Гізи | Клімат Гізи | Клімат Гізи | Клімат Гізи | Клімат Гізи | Клімат Гізи | Клімат Гізи | Клімат Гізи | Клімат Гізи | Клімат Гізи |
| Показник                | Січ.        | Лют.        | Бер.        | Квіт.       | Трав.       | Черв.       | Лип.        | Серп.       | Вер.        | Жовт.       | Лист.       | Груд.       | Рік         |
| Абсолютний максимум, °C | 25          | 31          | 35          | 40          | 44          | 43          | 42          | 39          | 37          | 37          | 33          | 27          | 44          |
| Середній максимум, °C   | 18          | 19          | 22          | 27          | 32          | 35          | 35          | 35          | 32          | 29          | 26          | 20          | 27          |
| Середня температура, °C | 13          | 13          | 16          | 20          | 24          | 27          | 28          | 28          | 26          | 23          | 20          | 15          | 21          |
| Середній мінімум, °C    | 8           | 8           | 10          | 13          | 17          | 20          | 21          | 22          | 21          | 17          | 15          | 10          | 15          |
| Абсолютний мінімум, °C  | 5           | 5           | 6           | 7           | 11          | 15          | 18          | 20          | 17          | 12          | 10          | 6           | 5           |
| Норма опадів, мм        | 0           | 0           | 0           | 0           | 10          | 0           | 0           | 0           | 0           | 0           | 0           | 10          | 30          |
| ----------------------- | ----------- | ----------- | ----------- | ----------- | ----------- | ----------- | ----------- | ----------- | ----------- | ----------- | ----------- | ----------- | ----------- |
| Джерело: Weatherbase    |             |             |             |             |             |             |             |             |             |             |             |             |             |

## Галерея

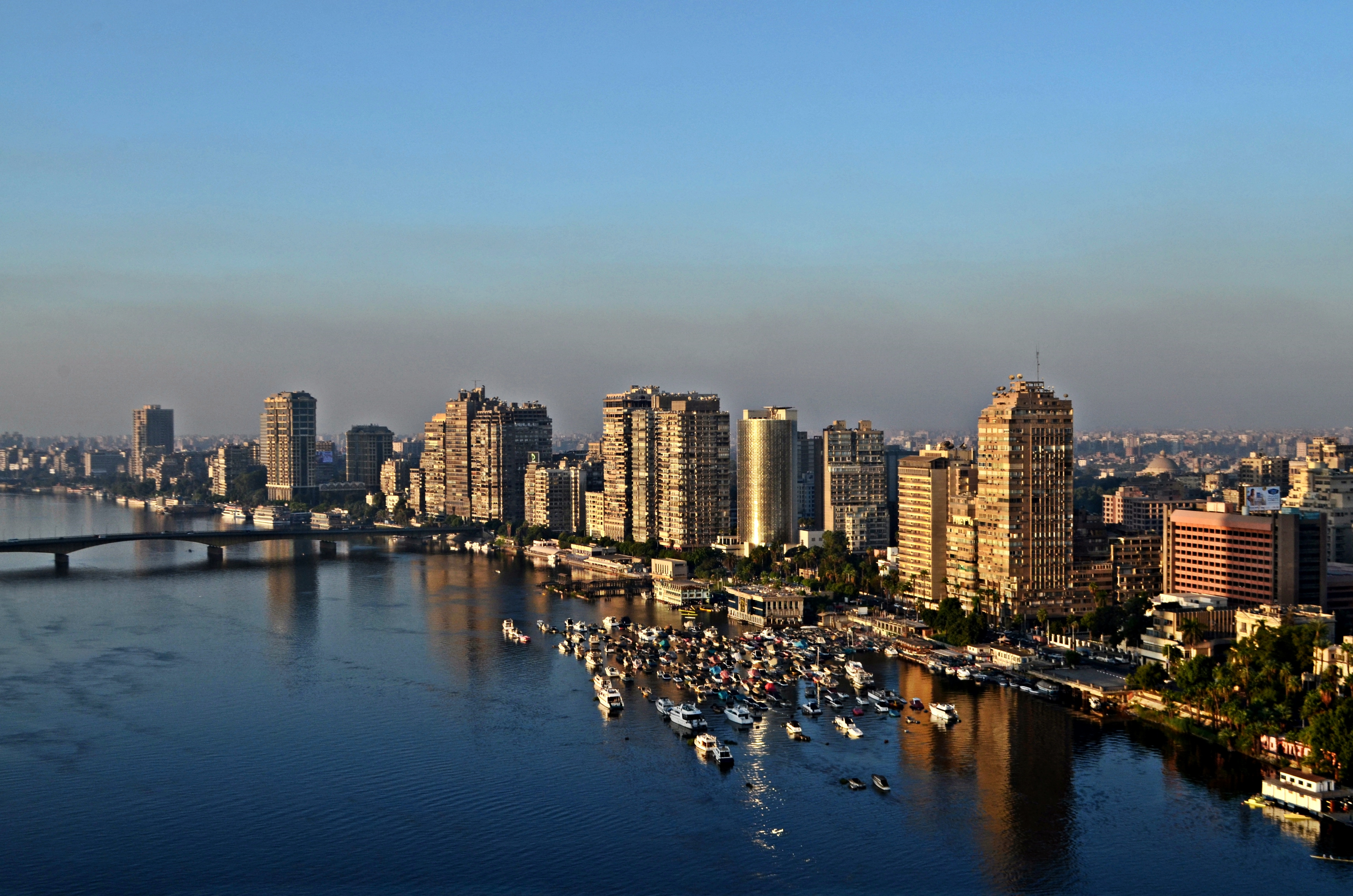
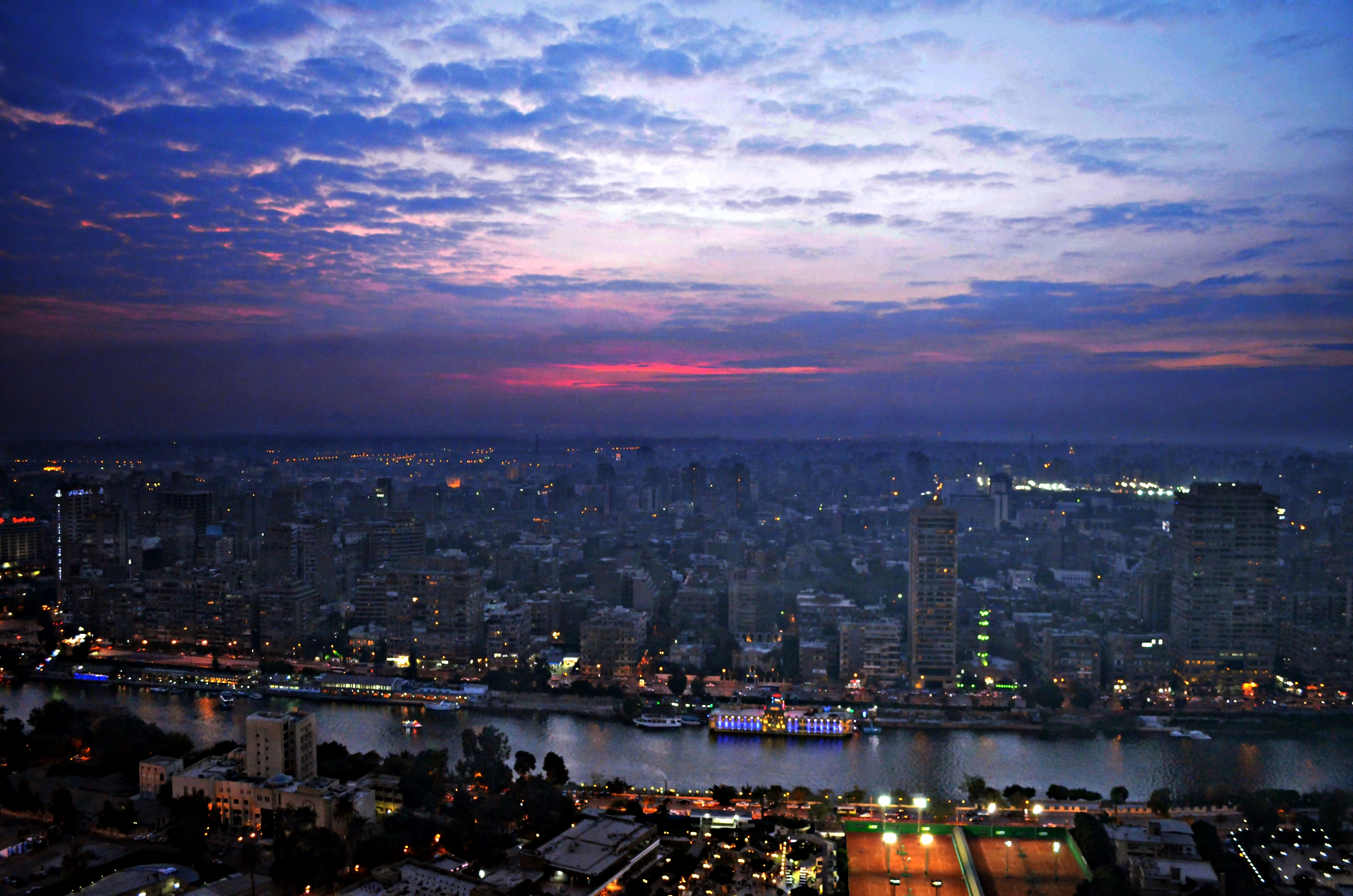
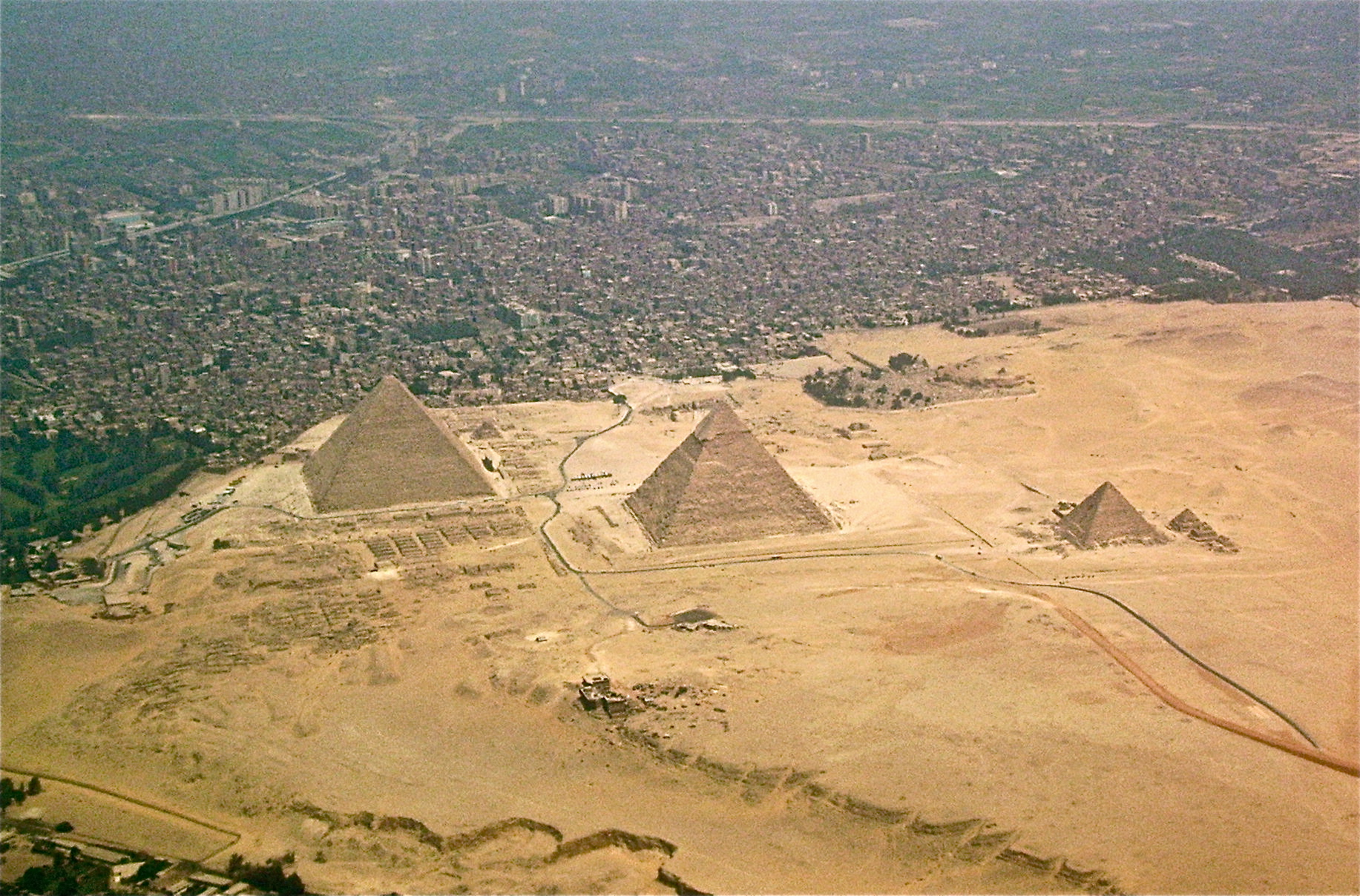
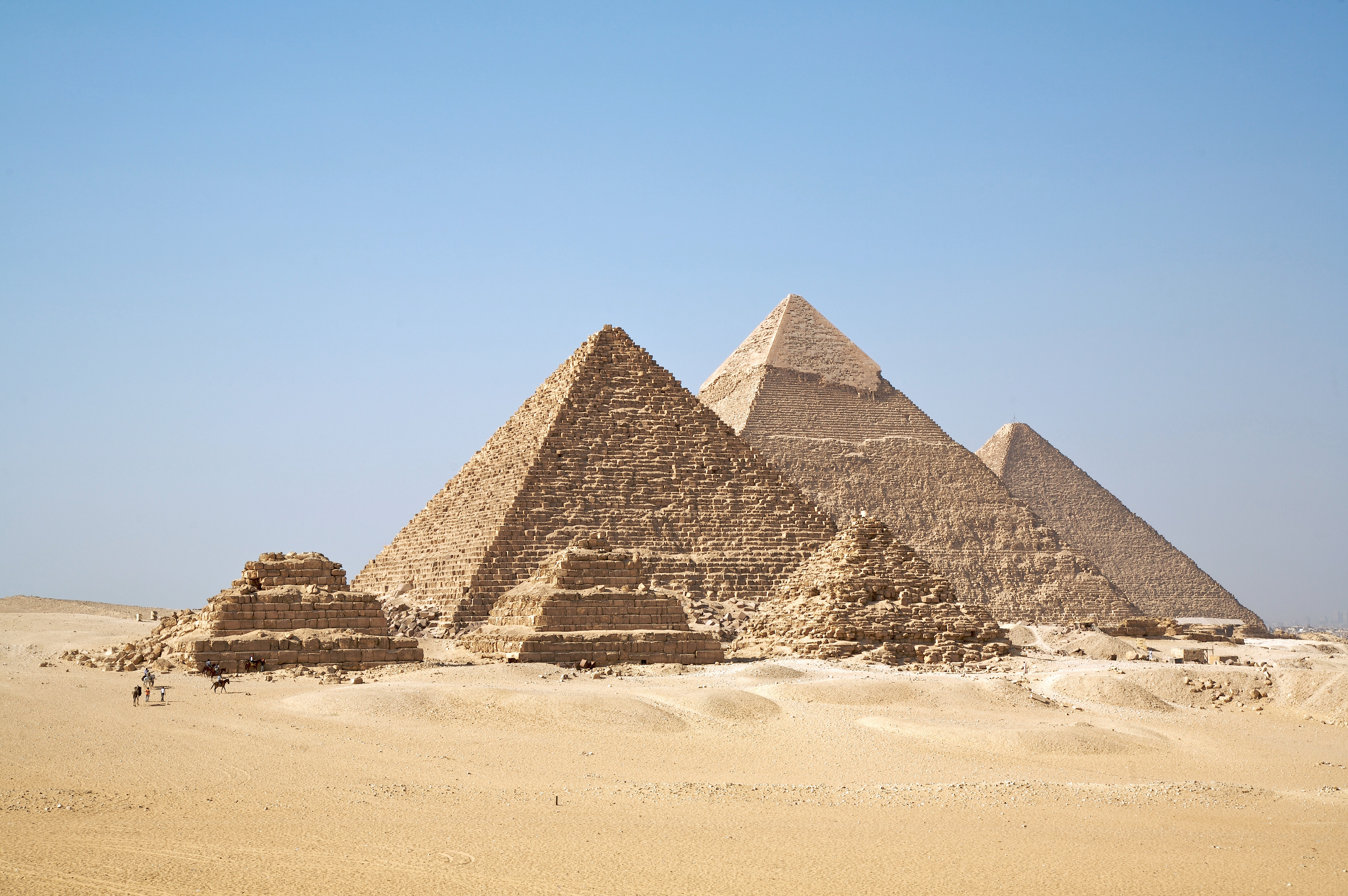
Карта розташування комплексу стародавніх пам'яток

## Інтернет-ресурси
- Відвертість пірамід (історична розвідка)

| Єгипет | Це незавершена стаття з географії Єгипту. Ви можете допомогти проєкту, виправивши або дописавши її. |